# Pseudoderopeltis fulvornata
Pseudoderopeltis fulvornata es una especie de cucaracha del género Pseudoderopeltis, familia Blattidae.

## Distribución
Esta especie se encuentra en Tanzania.